# Жиу (коммуна)
Жиу́ (фр. Gioux, окс. Juòus) — коммуна во Франции, находится в регионе Лимузен. Департамент коммуны — Крёз. Входит в состав кантона Жантиу-Пижроль. Округ коммуны — Обюссон.
Код INSEE коммуны — 23091.

## Население
Население коммуны на 2010 год составляло 174 человека.
| 1962 | 1968 | 1975 | 1982 | 1990 | 1999 | 2010 |
| ---- | ---- | ---- | ---- | ---- | ---- | ---- |
| 317  | 313  | 233  | 210  | 214  | 199  | 174  |

## Экономика
В 2010 году среди 105 человек трудоспособного возраста (15—64 лет) 74 были экономически активными, 31 — неактивными (показатель активности — 70,5 %, в 1999 году было 61,2 %). Из 74 активных жителей работали 63 человека (34 мужчины и 29 женщин), безработных было 11 (3 мужчин и 8 женщин). Среди 31 неактивных 9 человек были учениками или студентами, 14 — пенсионерами, 8 были неактивными по другим причинам.